# Stefano Ceccanti
Stefano Ceccanti (Pisa, 27 gennaio 1961) è un costituzionalista e politico italiano, deputato alla Camera per il Partito Democratico dal 2018 al 2022, già senatore della Repubblica dal 2008 al 2013.

## Biografia
Laureato in Scienze Politiche con lode presso l'Università di Pisa, è stato presidente della Federazione universitaria cattolica italiana (FUCI) dal 1985 al 1987. A Pisa, nel periodo delle scuole secondarie superiori, aveva militato nel Movimento studenti di Azione cattolica e nella Lega Democratica, l'organizzazione dei cattolici democratici guidata da Pietro Scoppola, Achille Ardigò e Paolo Giuntella.
Dal 2003 è professore ordinario di diritto pubblico comparato presso il Dipartimento di scienze politiche dell'Università "La Sapienza" di Roma, allievo del costituzionalista bolognese Augusto Antonio Barbera. Dirige il Master di istituzioni parlamentari presso tale Dipartimento.
Collabora con diverse riviste di settore (per esempio Quaderni costituzionali e Nomos) ed è commentatore costituzionalista per diversi quotidiani nazionali, inclusi Il Quotidiano Nazionale e Il Riformista, ;scrive inoltre su tre blog (due personali, il terzo è quello dell'HuffPost).

## Attività politica
Nel 1993 è stato promotore del Movimento dei Cristiano Sociali, sotto le direzione di Pierre Carniti, Ermanno Gorrieri, Giorgio Tonini e Mimmo Lucà, confluendo insieme a essi nei Democratici di Sinistra nel 1998.
È stato consulente dell'ufficio legislativo del gruppo dei Democratici di Sinistra alla Camera dei deputati. Nel 2005 è stato garante delle elezioni primarie dell'Unione.
Alle elezioni politiche del 2008 viene eletto al Senato della Repubblica nella circoscrizione Piemonte nelle liste del Partito Democratico. Durante la XVI legislatura è stato relatore di minoranza sul cosiddetto lodo Alfano e sul conflitto di attribuzioni sollevato dalla maggioranza contro la magistratura sul "Caso Englaro", vedendo in entrambi i casi prevalere poi le ragioni espresse in sede parlamentare attraverso le sentenze della Corte Costituzionale. È stato relatore insieme a Lucio Malan della riforma della legge elettorale europea con l'introduzione dello sbarramento al 4 per cento, relatore sulla legge di approvazione della modifica dell'Intesa con la Tavola valdese relativa all'otto per mille e insieme a Filippo Saltamartini della legge sul distacco di 7 comuni del Montefeltro che dalle Marche sono passati all'Emilia-Romagna.
In vista delle elezioni politiche del 2013 ha espresso pubblicamente la propria amarezza e stupore per non essere stato ricandidato. È quindi rientrato in servizio presso l'Università di Roma, dove ha insegnato diritto costituzionale italiano e comparato e diritto parlamentare.
Alle elezioni politiche del 2018 viene candidato ed eletto alla Camera dei deputati nelle liste del Partito Democratico per il collegio plurinominale Toscana - 02, tornando così in Parlamento a distanza di 10 anni dalla prima esperienza parlamentare.

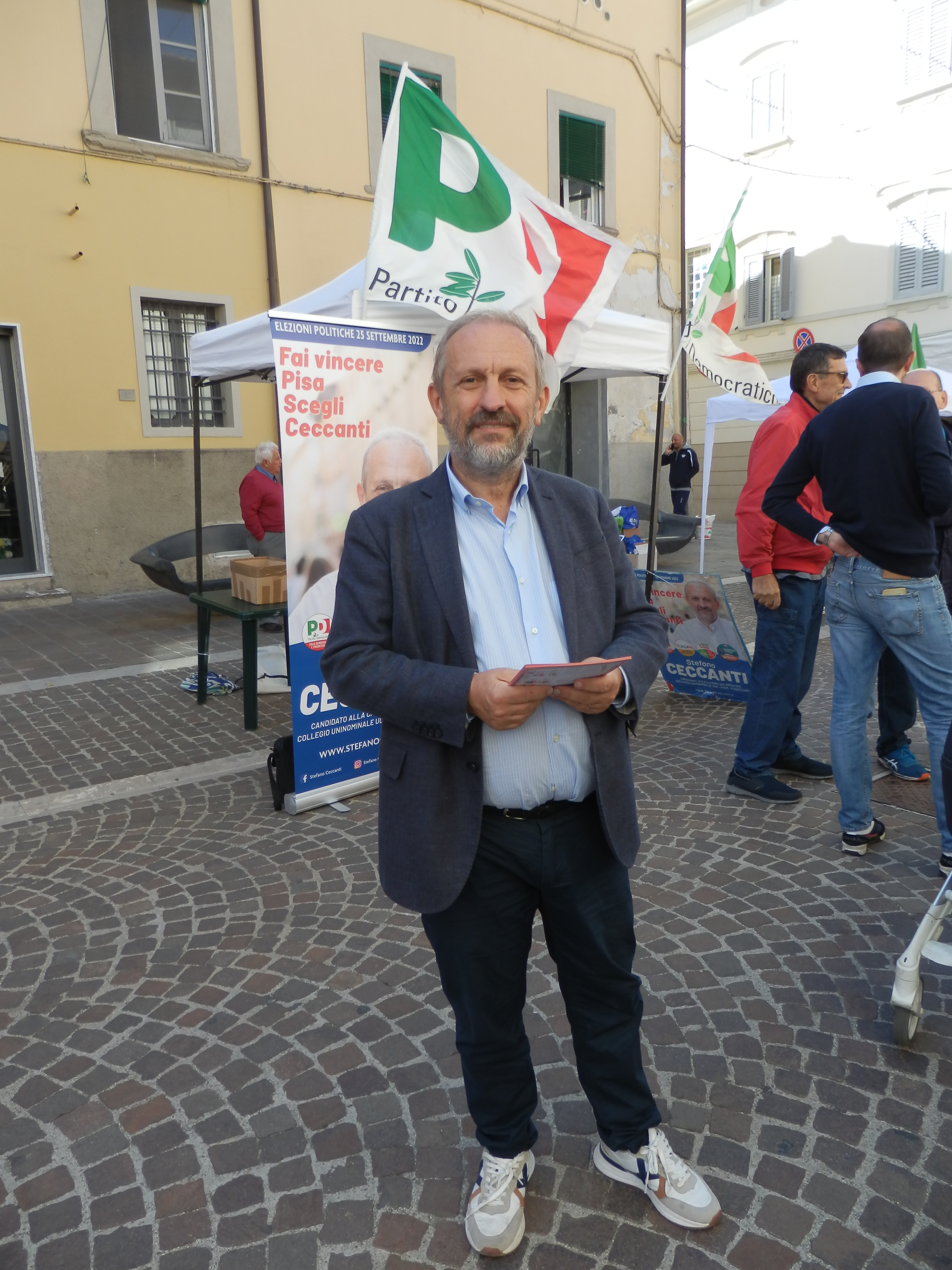
Stefano Ceccanti al mercato di Cascina, durante la campagna elettorale per le elezioni politiche del 2022

È vicepresidente vicario dell'associazione LibertàEguale.
In vista delle elezioni del Presidente della Repubblica, è tra i primi a sostenere all'interno del Partito Democratico, assieme alle correnti "Giovani turchi" di Matteo Orfini e "Base riformista" di Luca Lotti e Lorenzo Guerini, la rielezione di Sergio Mattarella alla Presidenza della Repubblica, che quando avviene afferma: "è stato un movimento reale del basso".
Alle elezioni politiche del 2022 viene ricandidato alla Camera nel collegio uninominale Toscana - 04 (Pisa) per il centro-sinistra, dove ottiene il 34,90% ed è sconfitto dal candidato del centrodestra Edoardo Ziello (40,06%),.

## Posizioni politiche
In vista del referendum costituzionale del 2016 si è schierato a favore della riforma, promuovendo il comitato Basta un Sì.
In occasione del referendum costituzionale confermativo sulla riduzione del numero dei parlamentari, legato alla riforma avviata dal governo Conte I, guidato dalla Lega assieme al Movimento 5 Stelle, e concluso dal governo Conte II, guidato dalla coalizione M5S e PD, Ceccanti si esprime favorevolmente per il Sì.

## Opere
- Le istituzioni della democrazia tra crisi e riforma, Dehoniane, Roma, 1991.
- Il sistema semi-presidenziale francese, in S. Ceccanti – O. Massari – G. Pasquino, Semipresidenzialismo. Analisi delle esperienze europee, Il Mulino, Bologna, 1996.
- La forma di governo parlamentare in trasformazione, Il Mulino, Bologna, 1997.
- Un contributo in "Il governo. Gli esecutivi nelle democrazie contemporanee", di S. Fabbrini e S. Vassallo, Laterza, 1999.
- Una libertà comparata. Libertà religiosa, fondamentalismi, società multietniche, Il Mulino, Bologna, 2001.
- Il progetto Penelope, in La tela di Prodi. Una Costituzione per un'Europa più democratica,a cura di G. Tognon, Baldini e Castoldi, Milano, 2003.
- Le democrazie protette e semi-protette da eccezione a regola. Prima e dopo le Twin Towers, Giappichelli, Torino, 2004.
- Come chiudere la transizione, con S. Vassallo, Il Mulino, Bologna, 2004.
- Come chiudere la transizione istituzionale, in:  Giovanni Matteoli (a cura di), Le riforme dei riformisti, introduzione di Enrico Morando e Michele Salvati, Roma, Edizioni Riformiste, 2005, SBN TO01395655.
- Come reagiscono gli ordinamenti giuridici alle culture altre?, con Susanna Mancini, in Multiculturalismo: ideologie e sfide, di C. Galli, Il Mulino, Bologna, 2006.
- Laicità e istituzioni democratiche, in Laicità. Per una geografia delle nostre radici, a cura di G. Boniolo, Einaudi, Torino, 2006.
- Al cattolico perplesso, Borla, Città di Castello 2010.